# Армяне в Стамбуле

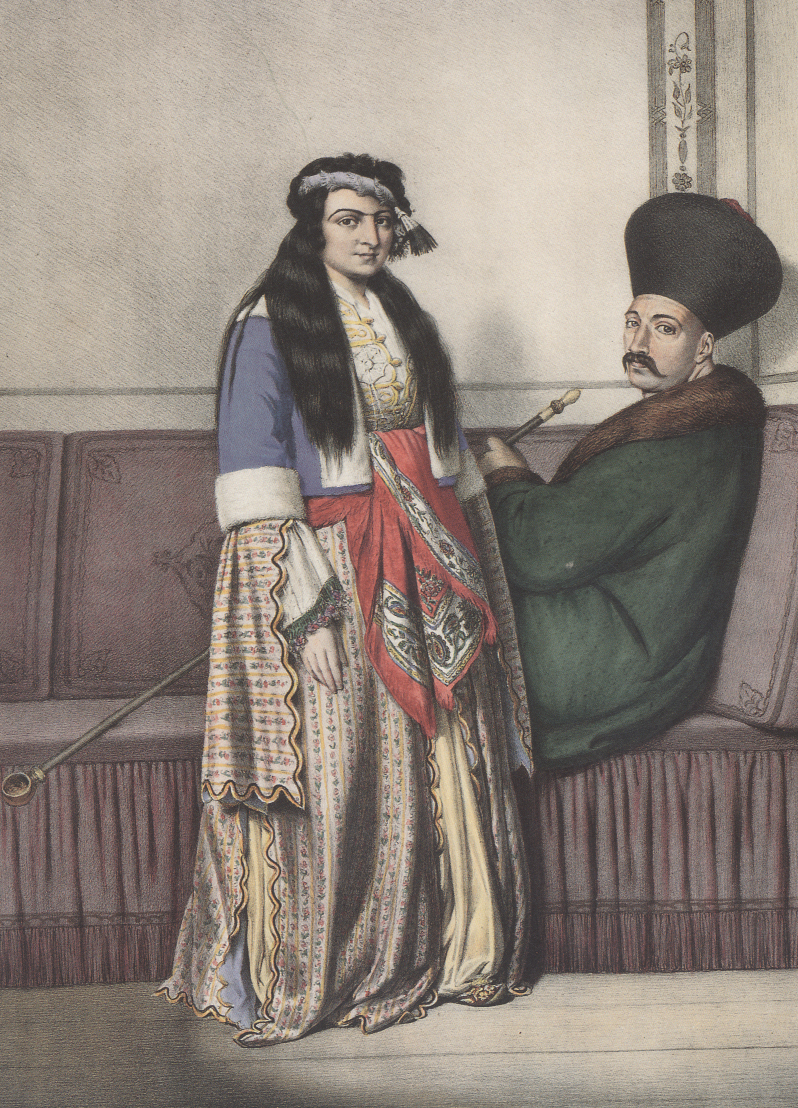
Армяне в Константинополе начало 19 века, Луи Дюпре.

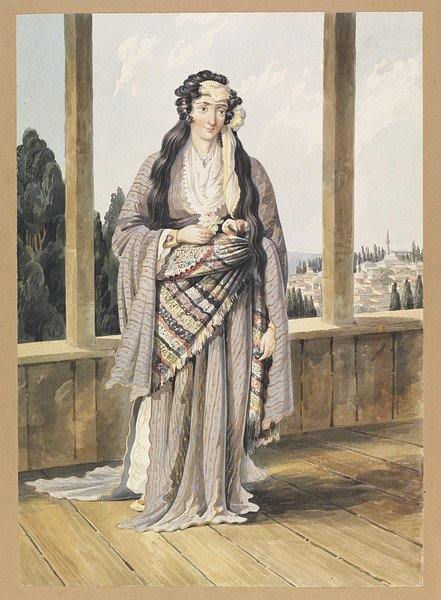
Армянская девушка в Стамбуле. Уильям Пейдж, ок. 1823 года.

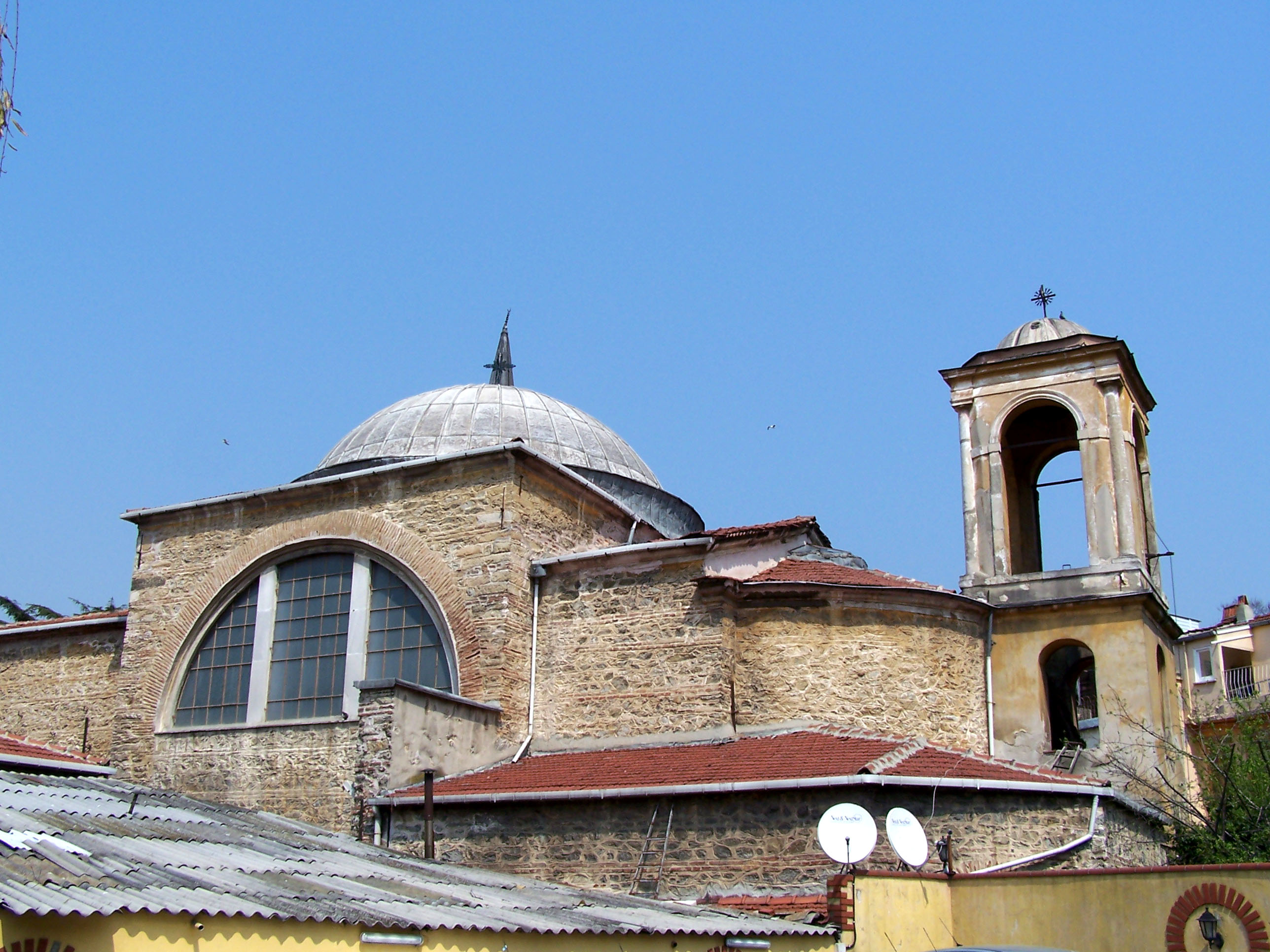
Церковь Святого Григория Просветителя, Ускюдар.

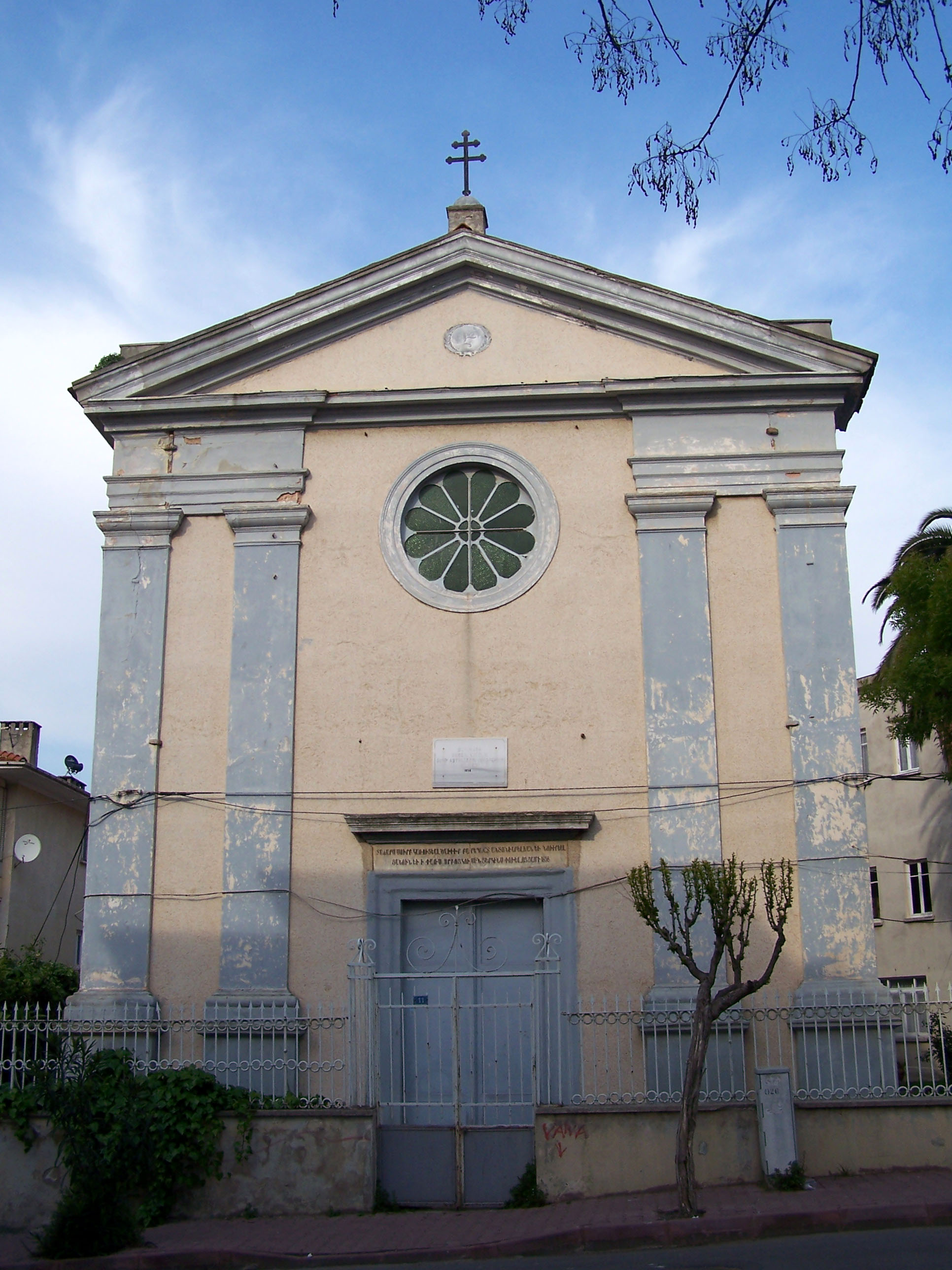
Армянская католическая церковь в Бююкада, Принцевы острова.

Армяне в Стамбуле (арм. Պոլսահայեր Bolsahayer; тур. İstanbul Ermenileri) исторически одно из крупнейших этнических меньшинств в городе. Среди армян город часто упоминается как Болис (арм. Պոլիս); это название происходит от окончания исторического названия города, Константинополь (греч. Κωνσταντινούπολις, Kōnstantinoúpolis).
В настоящее время численность армян в Стамбуле оценивается от 50 до 70 тыс. человек.

## История
До захвата города османами, в 1390-е годы Баязидом I была завоёвана Западная Армения. Баязид дважды безрезультатно пытался завладеть столицей ослабленной Византии, как и его сын, Муса Челеби, в 1411, и внук, Мурад II, в 1422 году. Город был взят в 1453 году правнуком Баязида, Мехмедом II, при котором также были захвачены части Восточной Армении. В 1514 году, при Селиме I, османам досталась большая часть Восточной Армении и часть Месопотамии после разгрома Сефевидов на Чалдыране. В 1515 году в состав Османской империи была инкорпорирована армянская Киликия, а год спустя, в 1516, решительная победа Селима I над войсками Мамлюкского султаната в битве на Дабикском поле дала возможность Османской империи оккупировать Сирию, а затем Палестину и Египет, давно имевшие значительные армянские общины.
Поскольку армяне ещё со времён Османа I пользовались доверием османов, Мехмед ввёз в свою новую столицу большое количество этнических армян из Анатолии и Крыма.
В 1461 году Мехмед II пригласил в город епископа Овакима, армянского прелата Бурсы, которому даровал титул патриарха и наделил верховной церковно-гражданской властью над всеми османскими армянами, сделав его главой (этнархом) армянского миллета равным греческому патриарху (главе Рум-миллета). Так был основан Константинопольский патриархат Армянской апостольской церкви. В соответствии с османской системой миллетов, делившей христиан на две большие группы по исповедованию веры, все османские монофизиты (армяне, сирийские яковиты, копты и абиссины), сохраняя свои автокефальные иерархии, подпали под юрисдикцию Армянского патриархата Константинополя. 
Получение инвеституры от султана поставило армянского патриарха наравне с высшими турецкими пашами. Как глава армянского миллета, он полностью распоряжался его делами, имел почти неограниченную власть над своим народом и был ответственный за его поведение и управление ним, имея как церковные, так и политические полномочия. Как религиозный и светский лидер всей армянской общины, он лично отвечал и обладал юрисдикцией над духовным управлением и чиновничеством своей общины, религиозными, благотворительными и образовательными учреждениями, а также над гражданским статусом своих единоверцев. Посредством него Порта контролировала миллет и взымала ежегодную дань с армянской общины. Именно посредством константинопольского патриарха служители и миряне связывались с правительством относительно защиты прав и привилегий и в случае несправедливости. До Гюльханейского хатт-и-шерифа 1839 года патриарх и его подчинённые имели право налагать как церковные, так и гражданские наказания на свой народ. Все гражданские и уголовные процессы проходили через него. В Константинополе патриарх также содержал собственную тюрьму и небольшую полицию, по своему желанию мог ссылать или заключать в тюрьму духовенство. Для изгнания или заключения в тюрьму мирян обычно патриарх легко получал фирманы от Порты.
Под юрисдикцией константинопольского патриарха находилось 45 епископств. Но сфера его юрисдикции увеличивалась пропорционально расширению Османской империи и в конечном итоге все армянские общины в пределах её политических границ перешли под его административную власть, включая католикосаты Сиса и Ахтамара и Иерусалимский патриархат.
Со дня основания Константинопольского патриархата и появления значительной армянской общины, Константинополь постепенно стал центром армянской церковной и национальной жизни. К началу XIX века в городе насчитывалось более 150 000 армян, делая его местом самой большой армянской общины в мире. В силу этого, и в особенности того факта, что большинство всего армянства проживало в границах Османской империи, константинопольский патриарх стал не только самым важным, но и самым могущественным сановником среди армян где-либо.
В конце 19 века христиане составляли 60% населения Константинополя.
Аресты и депортация армянской интеллигенции Константинополя в ночь на 24 апреля 1915 года традиционно считаются началом геноцида армян.
На сегодняшний день, армянская община в Стамбуле имеет 17 школ, 17 культурных и общественных организаций, три газеты: «Акос», «Жаманак» и «Мармара», два спортивных клуба Шишлиспорт (Şişlispor) и Таксимспорт (Taksimspor) и два медицинских учреждения, а также многочисленные религиозные организации, созданные для поддержки различных видов деятельности.

## Известные армяне Стамбула
Ниже приведён список известных армян, которые либо родились в Стамбуле (Константинополе), либо работали там.
- Саркис Бальян, османский архитектор из известного армянского рода архитекторов Бальянов
- Арам Андонян, журналист, историк и писатель
- Арпиар Арпиарян, писатель и публицист
- Акоп Паронян, писатель-сатирик
- Назарет Дагхаварян, врач, агроном и общественный деятель, один из основателей Армянского общего благотворительного союза
- Ерухан, писатель, публицист, переводчик, педагог
- Акоп Казазян-паша, государственный деятель, министр финансов и министр тайного казначейства
- Комитас, композитор, музыковед, фольклорист, певец и хоровой дирижёр.
- Мкртич I Хримян, религиозный и общественный деятель, писатель. Патриарх армян Константинополя (1869—1873), Прелат Вана (1880—1885), Католикос всех армян (1892—1907).
- Ерванд Отян, писатель, сатирик, журналист, публицист, литературный критик и переводчик
- Рубен Севак, поэт, прозаик, и врач
- Левон Шант, писатель, новеллист и политический деятель
- Сиаманто, поэт
- Бедрос Паросский, политический деятель
- Петрос Дурян, поэт
- Даниэл Варужан, поэт
- Рупен Зартариян, писатель, просветитель и политический деятель
- Григор Зохраб, писатель, политик и юрист
- Тигран Чухаджян, композитор
- Агоп Дилячар, лингвист
- Нона Балакян, литературный критик

- Мариам Шагинян, первая женщина-фотограф в Турции
- Рози Варт, французская актриса театра и кино
- Захрад, поэт
- Акоп Терзан, астроном
- Мартен Йорганц, французский певец
- Онно Тунч, музыкант и композитор
- Жаклин Чаркчи, оперная певица
- Арто Тунчбояджян, американский музыкант
- Грант Динк, журналист, колумнист, общественный деятель
- Аджемоглу, Дарон, американский экономист
- Гаро Пайлан, депутат Великого национального собрания Турции
- Селина Доган, депутат Великого национального собрания Турции